# Békahalalakúak
A békahalalakúak vagy varangyhalalakúak (Batrachoidiformes) a csontos halak (Osteichthyes) főosztályának és a sugarasúszójú halak (Actinopterygii) osztályába tartozó rend.

## Rendszerezés
A rendbe az alábbi 1 család és 3 alcsalád tartozik.
- Batrachoidinae az alcsaládba 15 nem tartozik
  - Amphichthys - 3 faj
    - Amphichthys cryptocentrus
    - Amphichthys hildebrandi
    - Amphichthys rubigenis

  - Austrobatrachus - 1 faj
    -  Austrobatrachus foedus

  - Barchatus
  - Batrichthys - 3 faj
    - Batrichthys albofasciatus
    - Batrichthys apiatus
    - Batrichthys felinus

  - Batrachoides - 9 faj
    - Batrachoides boulengeri
    - Batrachoides gilberti
    - Batrachoides goldmani
    - Batrachoides liberiensis
    - Batrachoides manglae
    - Batrachoides pacifici
    - Batrachoides surinamensis
    - Batrachoides walkeri
    - Batrachoides waltersi

  - Batrachomoeus - 5 faj
    - Batrachomoeus dahli
    - Batrachomoeus dubius
    - Batrachomoeus occidentalis
    - Batrachomoeus rubricephalus
    - Batrachomoeus trispinosus

  - Chatrabus - 2 faj
    - Chatrabus hendersoni
    - Chatrabus melanurus

  - Halobatrachus - 1 faj
    - Halobatrachus didactylus

  - Halophryne - 4 faj
    - Halophryne diemensis
    - Halophryne hutchinsi
    - Halophryne ocellatus
    - Halophryne queenslandiae

  - Opsanus - 6 faj
    - Opsanus beta
    - Opsanus brasiliensis
    - Opsanus dichrostomus
    - Opsanus pardus
    - Opsanus phobetron
    - Opsanus tau

  - Perulibatrachus - 3 faj
    - Perulibatrachus elminensis
    - Perulibatrachus kilburni
    - Perulibatrachus rossignoli

  - Riekertia - 1 faj
    - Riekertia ellisi

  - Sanopus - 6 faj
    - Sanopus astrifer
    - Sanopus barbatus
    - Sanopus greenfieldorum
    - Sanopus johnsoni
    - Sanopus reticulatus
    - Sanopus splendidus

  - Tharbacus
  - Triathalassothia - 2 faj
    - Triathalassothia argentina
    - Triathalassothia lambaloti
- Porichthyinae az alcsaládba 2 nem tartozik
  - Aphos - 1 faj
    - Aphos porosus

  - Porichthys
    - Porichthys analis - 14 faj
    - Porichthys bathoiketes
    - Porichthys ephippiatus
    - Porichthys greenei
    - Porichthys kymosemeum
    - Porichthys margaritatus
    - Porichthys mimeticus
    - Porichthys myriaster
    - Porichthys notatus
    - Porichthys oculellus
    - Porichthys oculofrenum
    - Porichthys pauciradiatus
    - Porichthys plectrodon
    - Porichthys porosissimus
- Thalassophryninae az alcsaládba 2 nem tartozik
  - Daector - 5 faj
    - Daector dowi
    - Daector gerringi
    - Daector quadrizonatus
    - Daector reticulata
    - Daector schmitti

  - Thalassophryne - 6 faj
    - Thalassophryne amazonica
    - Thalassophryne maculosa
    - Thalassophryne megalops
    - Thalassophryne montevidensis
    - Thalassophryne nattereri
    - Thalassophryne punctata